# I/O Kit
I/O Kit (в исходном коде, а иногда и в других местах пишется как IOKit) — это фреймворк с открытым исходным кодом в ядре XNU, который помогает разработчикам писать драйверы устройств для операционных систем Apple MacOS и iOS. Платформа I/O Kit была разработана на основе комплекта драйверов NeXTSTEP и не имела общих черт с инфраструктурой драйверов устройств Mac OS 9 или BSD.
Фреймворк I/O Kit реализован в подмножестве C++, в котором пропущены возможности, которые Apple считает небезопасными для использования в многопоточном ядре (исключения, множественное наследование, шаблоны, информация о типах во время выполнения). Встраиваемый C++ был выбран отчасти потому, что Apple считала, что разработчикам будет удобнее писать драйверы на более распространенном языке, чем Objective-C, и в то же время, предоставляющим объектно-ориентированную среду, позволяющую разработчикам драйверов устройств сосредоточиться на функциях кодирования, специфичных для их аппаратного обеспечения, вместо переопределения функций, общих для любого устройства.
Помимо предоставления общего кода для драйверов устройств, этот фреймворк также предоставляет управление питанием, стекирование драйверов, автоматическую настройку и динамическую загрузку драйверов.